# De vedelaar van Sint-Pauwels
De vedelaar van Sint-Pauwels is een stripverhaal uit de reeks van De Rode Ridder. Het is geschreven door Martin Lodewijk en getekend door Claus Scholz. De eerste albumuitgave was in december 2008.